# Степерманис, Маргерс
Ма́ргерс Сте́перманис (латыш. Marģers Stepermanis;	15 августа 1898, Бауска, Курляндская губерния, Российская империя — 21 декабря 1968, Рига, Латвийская ССР) — латвийский и советский историк, педагог, доктор исторических наук (1960), профессор Латвийского университета (1961).

## Биография
Родился в семье известного писателя и книгоиздателя. В 1919—1920 годах воевал за независимость Латвии. После демобилизации готовился к учёбе, с 1923 года по 1927 год — студент исторического и филологического факультета Латвийского университета. Ученик Роберта Виппера.
В 1931 году получил стипендию от Латвийского университета на двухлетнее обучение в Парижском университете. Специализировался на работе, темах, методологии и источниках западноевропейских, особенно французских, историков. Вернувшись в Ригу в 1933 году, защитил докторскую диссертацию по истории.
В 1936 году М. Степерманис был назначен заместителем директора Института истории Латвии по научной работе.
После Второй Мировой войны работал в Институте истории и материальной культуры Академии наук Латвийской ССР в качестве заместителя директора по научной работе (1946—1949), позднее в 1949 году заведовал сектором, одновременно — доцент исторического факультета Латвийского университета.
В 1960 году защитил докторскую диссертацию по истории науки «Фермерские бунты в Видземе 1750—1784», в 1961 году стал заведующим кафедрой истории историко-филологического факультета Латвийского университета и профессором.
Умер 21 декабря 1968 года в Риге, похоронен на кладбище Райниса.

## Научная деятельность
Автор ряда исторических трудов этнографической тематики.

## Избранные труды
- Pirmās cīņas par dzimtbūšanas atcelšanu Vidzemē 1750—1764. «Izglītības Ministrijas Mēnešraksts» 1931. — 10. un 11. numurs
- Latviešu stāvoklis XVII un XVIII gs. un apgaismotāju kustība Latvijā. «Literatūra», 1935
- Uzbrukums latviešu tautībai zemnieku brīvlaišanas laikmetā. «Senatne un Māksla», 1936, Nr.4.
- Latviešu apgaismotāji XVIII gadsimtenī. // Krājums «Vēstures atziņas un tēlojumi», 1937.
- «Piezīmes» Garlība Merķeļa grāmatas «Latvieši…» jaunajam izdevumam (1953)
- Latviešu tautas dzīves veids un kultūra vēlā feodālisma periodā (XVII—XVIII gs.). «Latvijas PSR vēstures» pirmā sējuma XV nodaļa (1953)
- «Zemnieku nemieri Vidzemē 1750—1784» (монография, 1956)
- Рига: очерки по истории города (в соавт., 1967)
- История Латвийской ССР. — Рига: Звайгзне, 1974.

## Награды
- Первым среди историков получил Государственную премию Латвийской ССР.